# Brouzet-lès-Quissac
Brouzet-lès-Quissac là một xã trong tỉnh Gard thuộc vùng Occitanie, phía nam nước Pháp. Xã Brouzet-lès-Quissac nằm ở khu vực có độ cao trung bình 85 mét trên mực nước biển.